# Madeleine Leininger
Madeleine Leininger (13 de julio de 1925 - 10 de agosto de 2012) fue una teórica de enfermería, profesora de enfermería y desarrolladora del concepto de enfermería transcultural. Publicó en 1961 sus contribuciones a la teoría de enfermería que implican la discusión de lo que es cuidar.

## Biografía
Obtuvo un diploma de enfermería del Hospital Escuela de Enfermería de San Antonio, seguido por títulos de grado en el Colegio Monte Santa Escolástica y la Universidad Creighton. Obtuvo una Maestría de Ciencias en Enfermería de la Universidad Católica de América. Más tarde, estudió antropología social y cultural de la Universidad de Washington, obteniendo un doctorado en 1966 y convirtiéndose en la primera enfermera antropóloga. Leininger acabó por lo menos tres doctorados honoris causa. Fundadora de la enfermería transcultural, rama que se centra en el estudio el análisis comparado de las diferentes culturas del mundo, desde el punto de vista de sus valores asistenciales, de la expresión y convicción sobre la salud y la enfermedad y de los modelos de conducta. Siempre con el propósito de desarrollar una base de conocimientos científicos y humanísticos que permitan una práctica de la atención sanitaria específica cultural.

### Cargos académicos
La Dra. Leininger ocupó cargos académicos en la Universidad de Cincinnati y la Universidad de Colorado, seguido por el servicio como decana de la escuela de enfermería, tanto en la Universidad de Washington y la Universidad de Utah. Era profesora emérito de Enfermería de la Wayne State University y profesora adjunto en la Universidad de Nebraska Medical Center en Omaha.

### Honores y premios
- 1998: Leyenda Viva y apoyadora, Academia Americana de Enfermería[5]
- 1998: Miembro Distinguido, Royal College of Nursing (Australia)